# Habranthus araguaiensis
Habranthus araguaiensis är en amaryllisväxtart som beskrevs av Pierfelice Ravenna. Habranthus araguaiensis ingår i släktet Habranthus och familjen amaryllisväxter. Inga underarter finns listade i Catalogue of Life.